# Tutkarz topolowiec
Tutkarz topolowiec (Byctiscus populi) – gatunek owada z rzędu chrząszczy, z rodziny tutkarzowatych. Samice składają jaja w tulejce uformowanej z pojedynczego liścia, następnie larwy wypadają z niej na ziemię i ulegają przepoczwarzeniu w wierzchniej warstwie gleby. Młode pokolenie pozostaje w komorach poczwarkowych do nadejścia wiosny. Dojrzałe osobniki pojawiają się w kwietniu, po przezimowaniu. Żyje na topolach, od czego pochodzi też jego polska i łacińska nazwa gatunkowa.